# 和久田麻由子
和久田 麻由子（わくだ まゆこ、1988年11月25日 - ）は、NHKのアナウンサー。

## 人物・来歴
神奈川県出身。2歳から5歳までアメリカテキサス州ヒューストンで暮らした。女子学院中学校・高等学校を経て、 東京大学経済学部経済学科卒業。
中学校から高校まで英語の演劇部に所属し、高校2年の文化祭で発表したミュージカル「Guys & Dolls」では男役を演じた。大学在学中は男子ラクロス部にてマネージャー兼トレーナーを担当していた。
2011年、日本放送協会（NHK）入局。岡山放送局勤務。入局からわずか4か月後には高校野球岡山大会で実況を担当。
2014年に東京アナウンス室に異動となり、NHKニュースおはよう日本のメインキャスターに抜擢される。
平成最後の日（2019年4月30日）と令和初日（2019年5月1日）の改元関連の特設ニュースでは、武田真一とともにキャスターを務めた。
2019年2月に早稲田大学時代に箱根駅伝出場の経験があり、大学卒業後、三菱商事に勤める一般男性と結婚した。
2022年4月1日に第一子を妊娠し夏頃に出産予定であると報じられる。
2023年4月3日よりNHKニュース7の月曜 - 木曜のメインキャスターを担当した。
2024年1月25日に第二子を妊娠し夏頃に出産予定であると報じられる。

## 出演
☆印は現在出演（担当）中。
岡山放送局時代（2011年度 - 2013年度）
- 土曜スタジオパーク（新人お披露目：2011年5月21日）
- NHK全国学校音楽コンクール・岡山県コンクール（岡山県域放送Eテレ、2011年8月27日）
- 着信御礼!ケータイ大喜利（2011年12月11日）
- 今夜も生でさだまさし（2012年1月29日）
- LIVE BOX（進行：2012年4月 - 2013年3月1日）
- あさイチ（「JAPA-NAVI」ナビゲーター：2013年6月13日）

東京アナウンス室時代（2014年度 - ）
- NHKニュースおはよう日本 （メインキャスター）
  - 土日・祝日（2014年4月5日 - 2015年3月29日）
  - 祝日を除く月曜日 - 金曜日（2015年3月30日 - 2020年3月27日）
- NHKニュースおはよう日本・関東甲信越 （メインキャスター）
  - 土日・祝日（2014年4月5日 - 2015年3月29日）
  - 祝日を除く月曜日 - 金曜日（2015年3月30日 - 2020年3月27日）
- 世界で一番美しい瞬間（2014年4月24日、2015年3月5日）
- ダーウィンが来た! （ナレーション：2015年4月19日 - 2020年4月12日）
- Nスペ5min.  天使か悪魔か  羽生善治 人工知能を探る（ナレーション：2016年5月14日）
- NHKスペシャル 列島誕生 ジオ・ジャパン（2017年7月23日・30日）
- 深海大スペシャル「驚異のモンスター大集合!」（ナレーション：2017年12月30日）[15]
- スーパープレミアム「日仏友好160年 とことんフランス!」魅惑の5時間スペシャル（司会：2018年9月15日）[16]
- NHKスペシャル 秘島探検 東京ロストワールド（ナレーション）[17]
  - 第1集「南硫黄島」（2018年9月16日）
  - 第2集「孀婦岩」（2018年9月29日）
- NHKスペシャル スペース・スペクタクル（司会）
  - プロローグ「はやぶさ2の挑戦」（2019年3月17日）
  - 第1集「宇宙人の星を見つけ出せ」（2019年6月23日）
  - 第2集「見えた!ブラックホールの謎」（2019年7月28日）
  - 第3集「はやぶさ2 地球生命のルーツに迫る」（2019年9月8日）
- 天皇陛下「退位の礼」関連ニュース（キャスター：2019年4月30日）
- 天皇陛下即位関連ニュース（キャスター：2019年5月1日）
- 2020スタジアム（司会）
  - 東京2020オリンピック開幕1年前スペシャル（2019年7月24日）
  - 東京2020パラリンピック開幕1年前スペシャル（2019年8月28日）
- 天皇陛下「即位の礼」関連ニュース（キャスター：2019年10月22日）
- NHK紅白歌合戦
  - 第70回（2019年）（総合司会）
  - 第72回（2021年）（司会[18]）
- ニュースウオッチ9（メインキャスター：2020年3月30日 - 2022年4月1日）
- NHKスペシャル（ナレーション）
  - 「ふりむかずに前へ 池江璃花子19歳」（2020年5月9日）
  - 「大震災と子どもたちの10年　いま言葉にできること」（2021年3月13日）[19]
- SONGS「大泉洋 紅白密着SP」（ナレーション：2022年1月20日）
- 君の声が聴きたい グランドオープニング「声、ひらく未来」（進行：2022年5月6日[20][21]）
- こえスタ（進行：2022年5月6日[21] ・5月7日[21]）
- LIFE!春〜君の声に捧げるコント〜（出演：2022年5月6日[22]）
- ワイルドライフ スペシャル 国際共同制作 グリーンプラネット（1-4）（ナレーション:2022年5月16日・23日・30日・6月6日）
- ワルイコあつまれ（インタビュアー:2022年6月4日）
- NHKニュース7（キャスター）（祝日を除く月曜 - 木曜）（2023年4月3日 -  2024年3月28日）[23][24]